# شوگر کریک (ایندیانا)
شوگر کریک (به انگلیسی: Sugar Creek) یک منطقهٔ مسکونی در ایالات متحده آمریکا است که در شهرستان شل‌بای، ایندیانا واقع شده‌است. شوگر کریک ۲۴۱ متر بالاتر از سطح دریا قرار دارد.